# 体力測定ゲーム
体力測定ゲーム（たいりょくそくていゲーム）とはゲームセンター等にある遊具の一種で、筐体に設置された測定器に刺激を与えることで、プレイヤーの握力や背筋力を測定する業務用ゲーム機。

## 歴史
体力測定ゲームの歴史は古く、少なくとも19世紀末のアメリカではその存在が確認されている。1900年頃のアメリカの遊戯場では、握力を測定する遊戯用器具が設置されていた。その後、遊戯器具に背筋力を計測できるものが搭載され、日本へは戦後の1950年代に、デパート屋上で展開されていたスポーツランドで設置が確認されている。1990年代には、バッティングセンターに併設されている小さなゲームコーナーを中心にその姿を確認できたほか、近年では筐体そのものを小型化したものが主流となっており、アミューズメント施設やボウリング場でも見かけられるようになった。

## 概要
プレイヤーは所定の代金を投入後、ゲームの進行指示に従って、筐体に設置されている測定器具を握るまたは持ち上げる等の動作を行う。測定器具に一定の刺激を与えることで、その際に発生する握力や背筋力のスコアが表示される。プレイヤーの測定スコアに対しては、ランク付けや音声による評論が行われる場合があるほか、測定結果が用紙に印刷されるものなどが存在する。高記録を出した場合には、他のプレイヤーが残した記録とともに、上位数人分の記録がデモ画面でランダムに表示されている。体力測定ゲームの筐体内には、文部科学省が公表している全国体力テストの年齢別平均値を参考にした指標が、必ず貼られているため、プレイヤーの記録の相対的な位置を知ることができる。

## 種類
ここでは日本のゲームセンターで見かける体力測定ゲームの種類について取り上げる。

### 握力測定器
握力のみを測定できる遊戯器具は、背筋力を測定できるものに比べ、小型化された機械を使用している。かつての握力測定ゲームの主流であった「握力測定器」は、オルゴールが鳴っている間にグリップを握り、その測定値が表示されるというシンプルなものであった。近年では、RSより握力をデジタル測定することのできる、「ザ・握力」が発売されている。このゲームは当初、プレイヤーの測定結果に応じて、強さの評価がランプで点灯するというものであった。その後、2006年にモデルチェンジを行い、筐体内にモニターを加え、ゲームの進行手順をアニメーション化したほか、測定結果を印刷する機能も加わった。このタイプでは、筐体上部に男性と女性の年齢別平均値が折れ線グラフで表示されている。2010年には大型化した「ザ・握力2」が登場した。

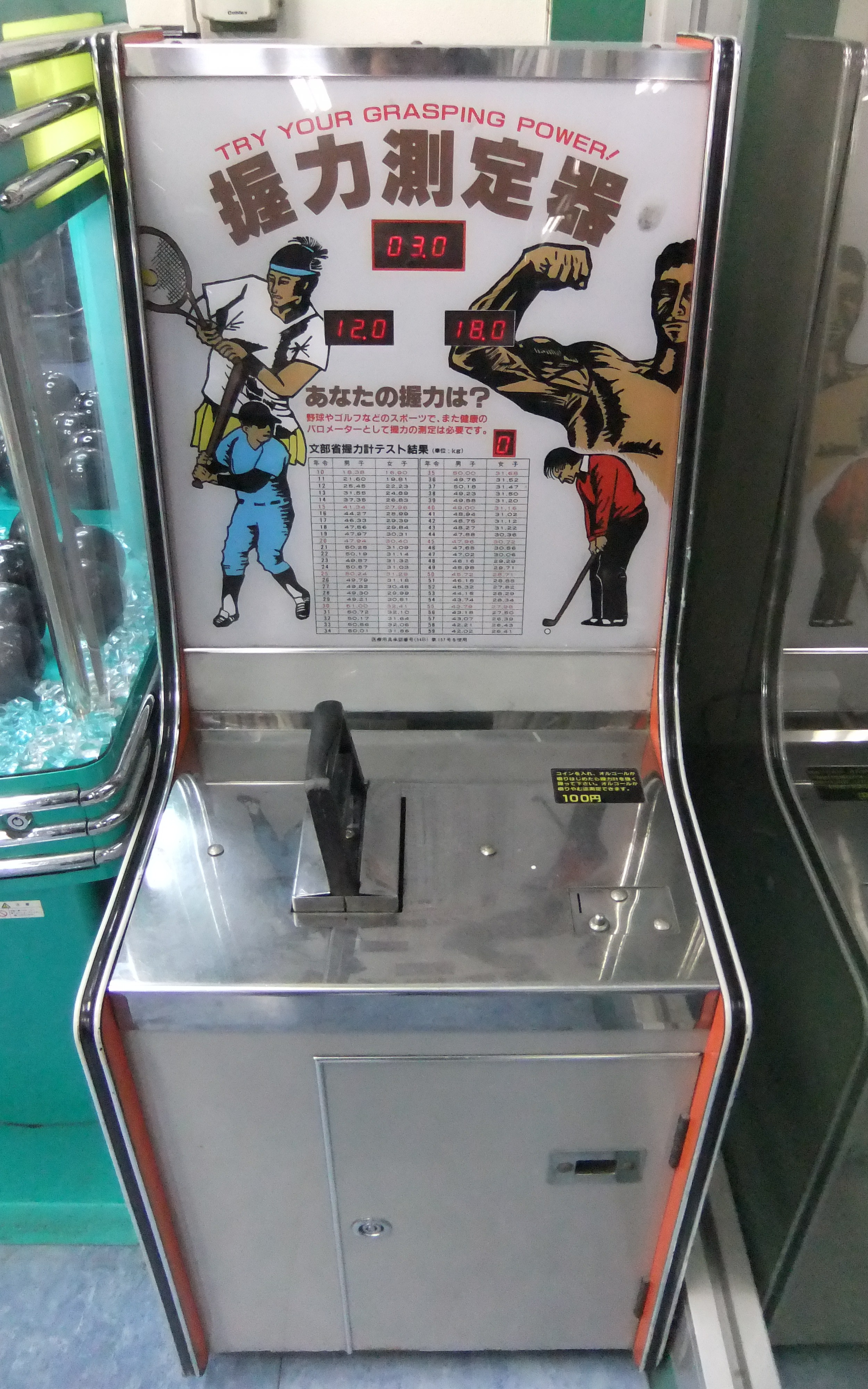
旧型握力測定器
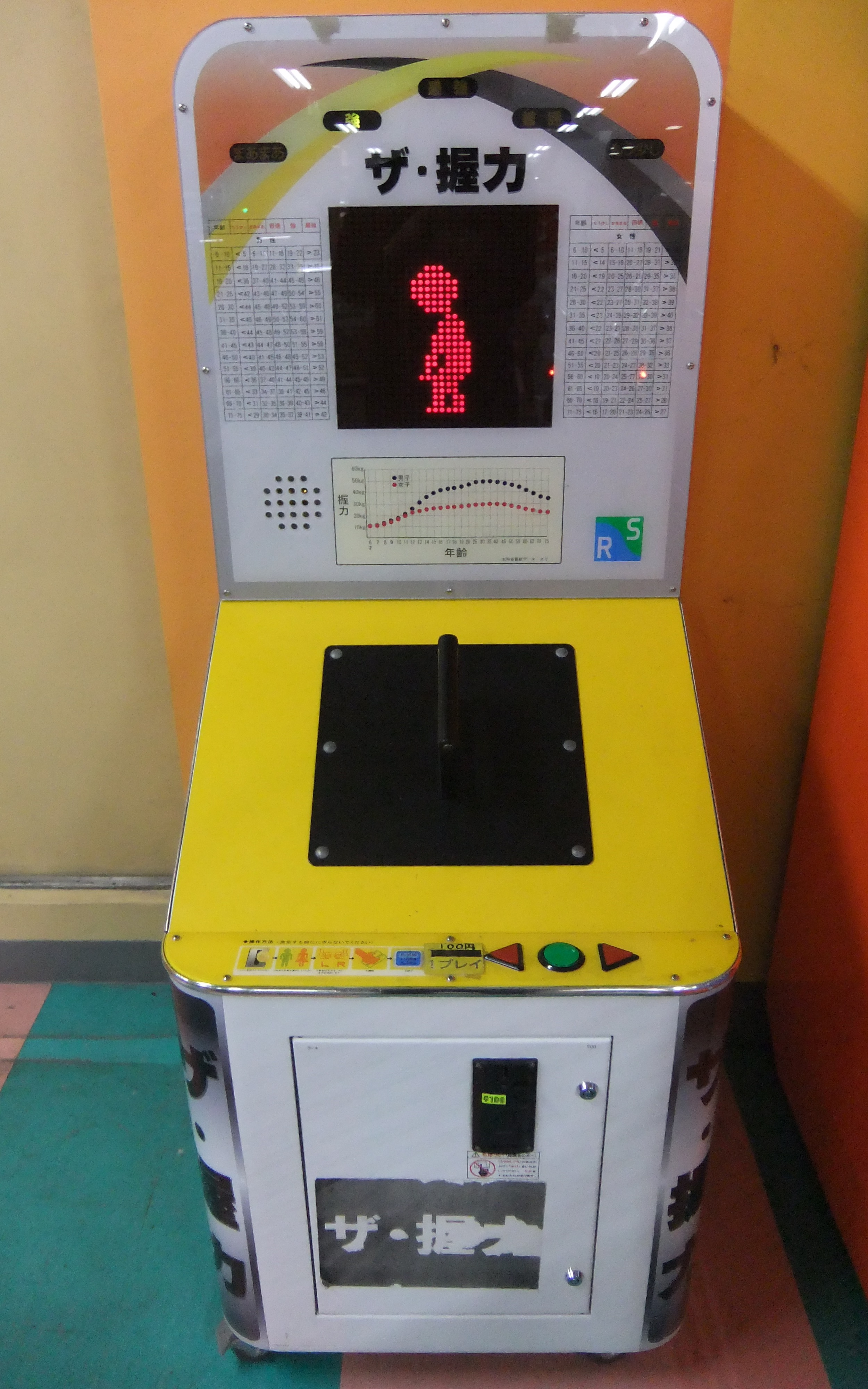
「ザ・握力」
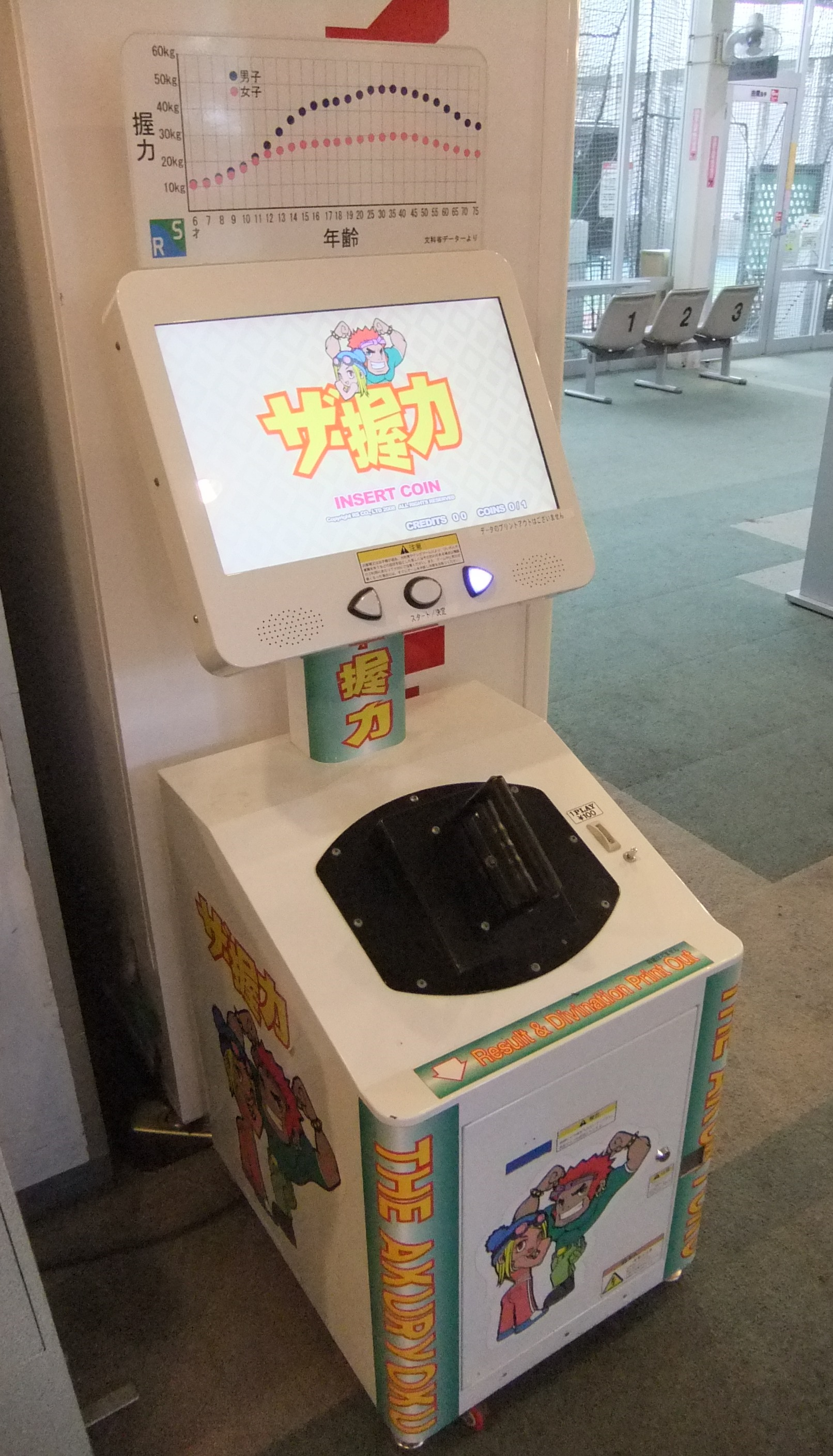
改良版「ザ・握力」
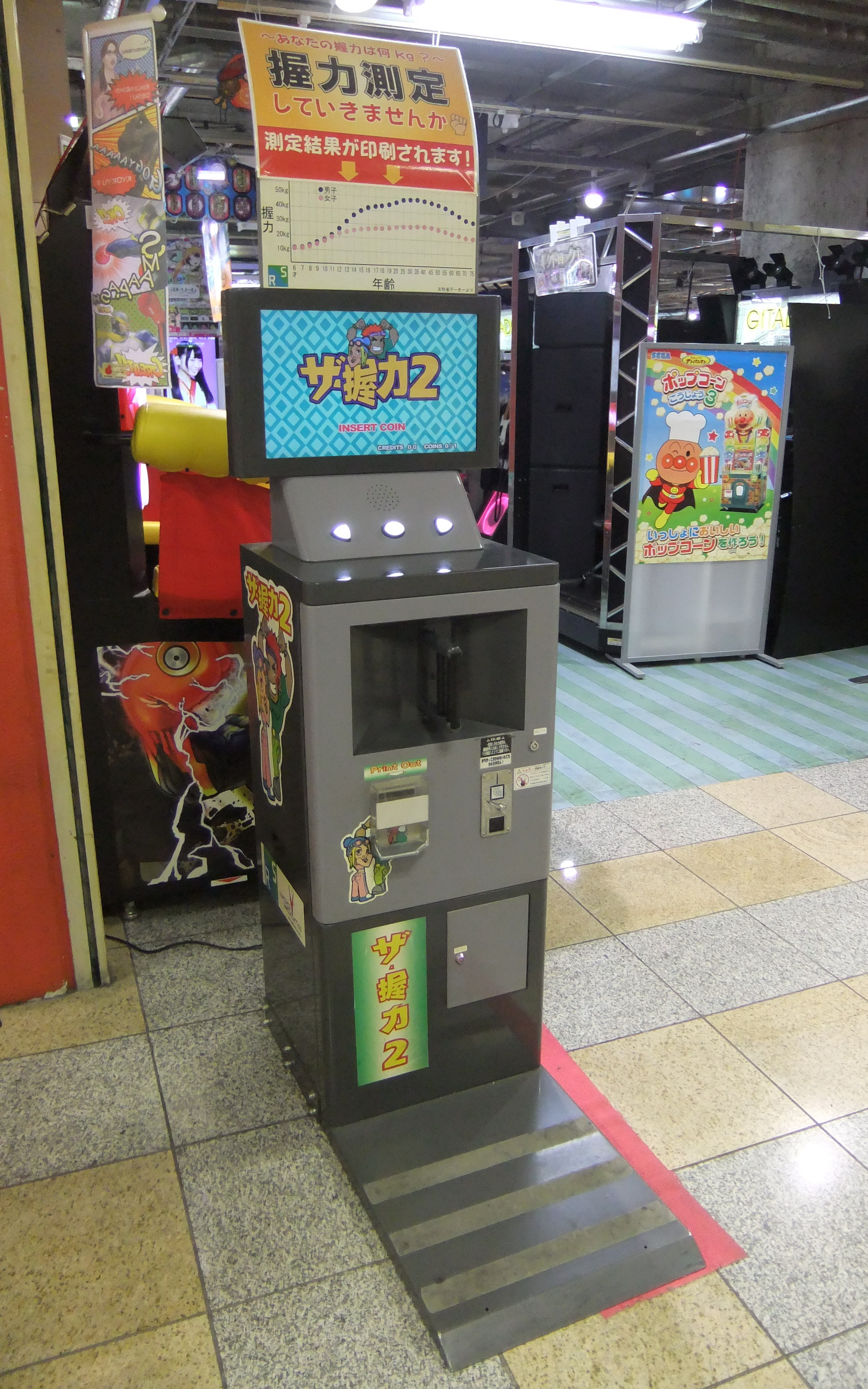
「ザ・握力2」

#### 握力測定の遊び方
プレイヤーは筐体に付属している握力計を、人差し指の第2関節がほぼ直角になるように握る。ゲームによっては、この時に握り幅を調節できる握力計のものもある。所定の代金を投入後、ゲームモードを選択し、立位で計器が身体や衣服にふれないようにし、ゲーム終了の合図があるまで握り続ける。合図が出た後、測定された数値が正面のパネルに表示される。

### 握力・背筋力測定器
ゲームセンターで握力と背筋力を測定できる装置は、長らくの間、大型の筐体を使用していた。この大型筐体は90年代に入ると、徐々にその姿を減らしていったが、2000年頃からは小型化して登場した、赤い筐体の「体力測定」が登場し、その後はこのタイプが主流となった。この筐体では当初、プレイ終了後にプレイヤーの測定値が専用のロール紙に印刷されていた。しかし2005年にトラスより印刷機能のついていない「体力測定」が登場し普及したことで、現在では印刷可能なタイプの「体力測定」はほとんど見られなくなった。2006年3月末には「体力測定」の基本システムを踏襲しつつ、プロレスラー小川直也が監修し、ゲーム上でプレイヤーの測定結果に対して音声でアドバイスを行う「小川直也のマッスルジャッジメント」がアトラスから発売された。

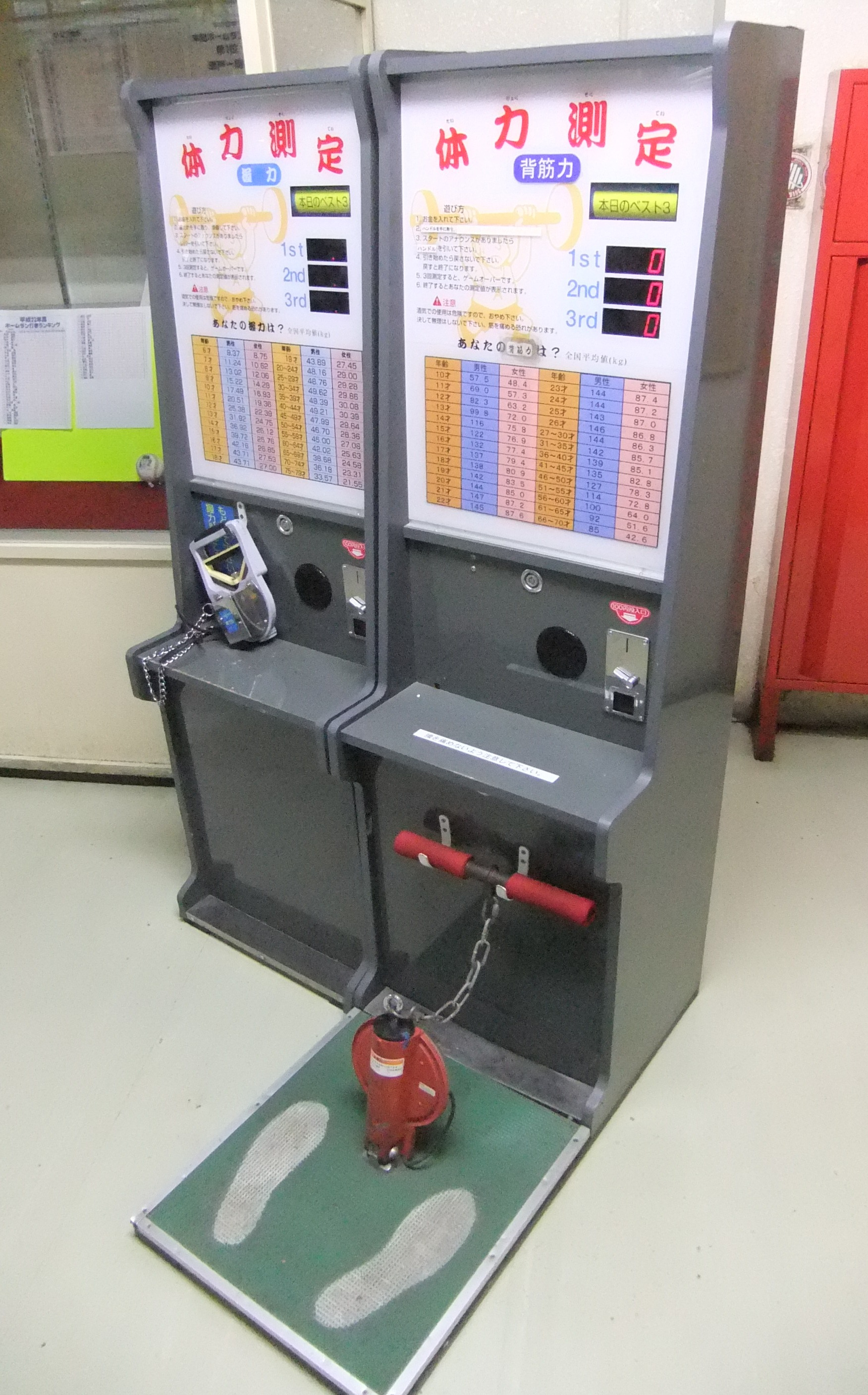
旧型体力測定器
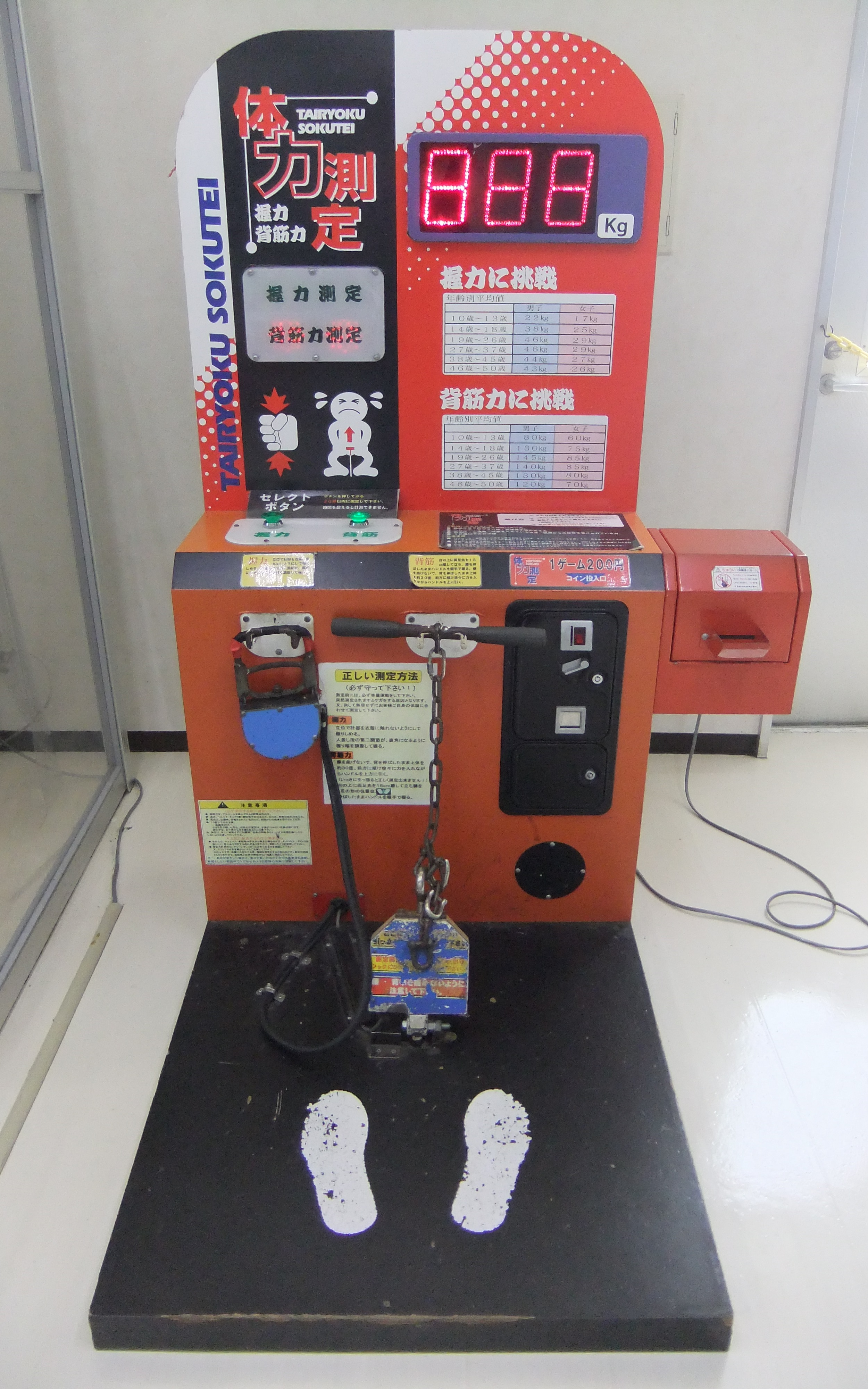
2000年前半に登場した「体力測定」
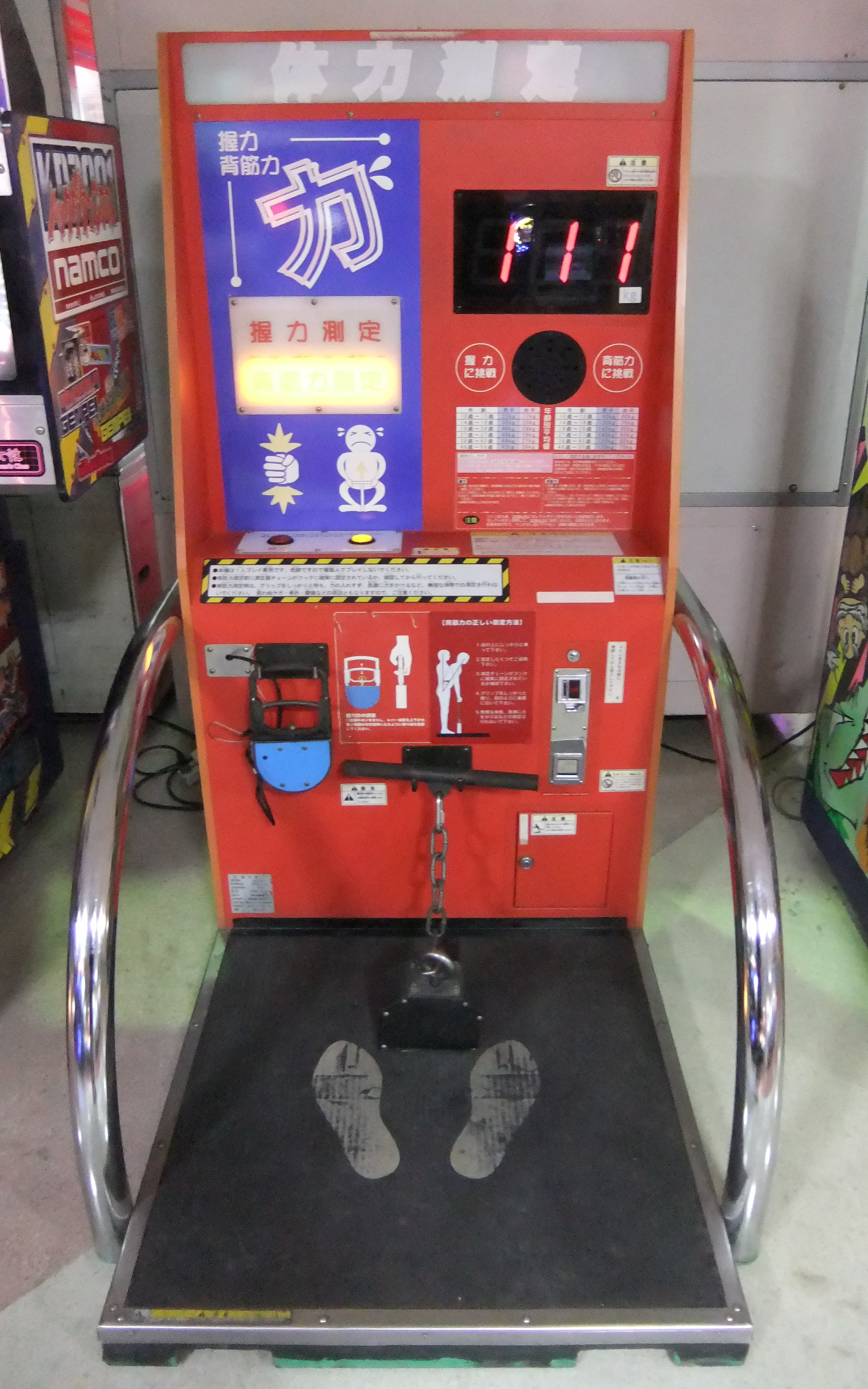
アトラスの「体力測定」
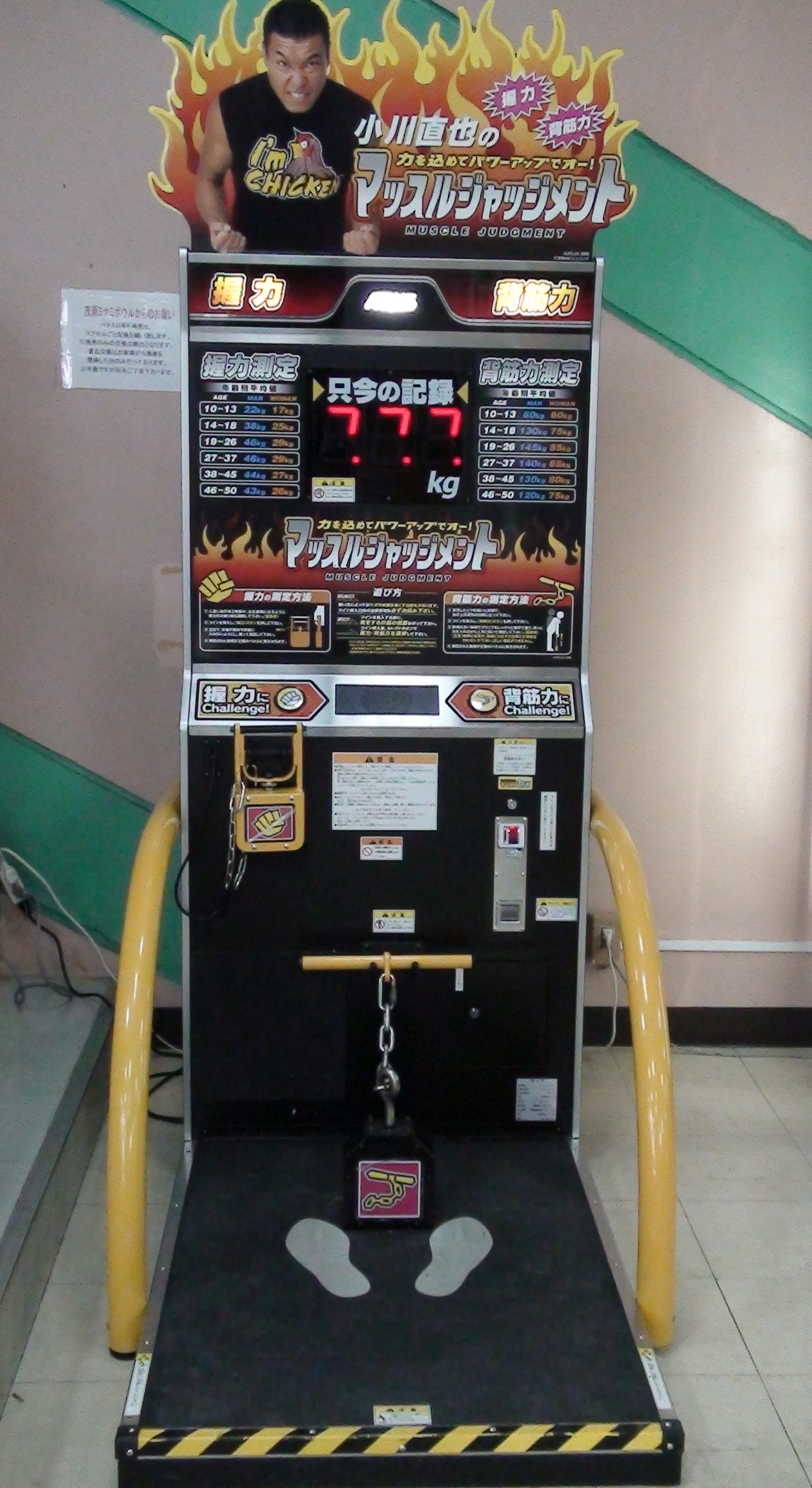
小川直也のマッスルジャッジメント

#### 背筋力測定の遊び方
プレイヤーはあらかじめ安定したくつを履いた状態で、台の上の足形が印刷された位置に足形に合わせる形で立つ。所定の代金を投入し、手順に従いゲームモードを選択し、無理のない体勢で測定機のグリップを順手で握り、徐々に力を入れながら上方に引きはじめる。計測終了の合図が出た後、測定された数値が正面のパネルに表示される。

## 注意事項
ゲームセンターにある体力測定ゲームをプレイするにあたり、以下の点で注意が必要となる。
- 背筋力測定時には、力の入れすぎや、急激に力を入れたり、無理な体勢でプレイすると、骨折や腰痛の原因になる
- 圧力計を使用した市販の測定器とは、測定方法が異なるため、測定数値が両者で異なる点
- 筐体に印刷されている文部省公表の全国平均値は、あくまでそのゲームが発売された年度が基準となっている点

### 禁止事項
- 完治していない怪我の者、および酒気を帯びている者のプレイ
- 1人プレイ専用を前提に作られているため、複数人でプレイすること
- 過去にヘルニア・ぎっくり腰などを患い、整体に不安があったり、再発の恐れのある場合
- 高血圧・心臓病・妊娠されている方など、医師から指導、激しい運動を止められている場合
- 台の上に裸足やハイヒール、革靴など、不安定な靴でプレイする場合